# Hrafn Jökulsson
Hrafn Jökulsson (Reikiavik, 1 de noviembre de 1965-17 de septiembre de 2022) fue un escritor, periodista, político y ajedrecista de competición islandés. Fue más conocido por sus escritos, tanto como escritor como periodista.

## Vida personal
Fue hijo del escritor Jökull Jakobsson y la periodista Jóhanna Kristjónsdóttir. Entre sus hermanos estaban los escritores Elísabet Jökulsdóttir e Illugi Jökulsson. El 22 de agosto de 2022 se casó con Oddný Halldórsdóttir.
Comenzó a trabajar en Tíminn a la edad de quince años y más tarde ocupó el cargo de editor de Alþýðublaðið y Mannlíf. Fue diputado de Alþingi en 1995 por el Partido Socialdemócrata. En 1998 fue uno de los fundadores y, posteriormente, presidente del Skákfélagið Hrókurinn, un club de ajedrez de competición.
En 2022 se le diagnosticó un cáncer en cuarta etapa. Murió por la enfermedad el 17 de septiembre de 2022, a los 56 años.